# Стефенский кустарниковый крапивник
Стефенский кустарниковый крапивник, или траверзия (лат. Traversia lyalli), — вид ночных нелетающих вымерших птиц из семейства новозеландских крапивников (Acanthisittidae), единственный в роде траверзий. Первоначально вид был распространён по всей Новой Зеландии.

## История открытия и вымирания
Изначально вид обитал на территории всей Новой Зеландии. По имеющимся данным, их вымирание на основной части архипелага (о. Северный и о. Южный) является следствием завоза мигрантами с южно-тихоокеанских островов крыс, которые быстро разорили все имеющиеся гнёзда данного вида, так как никаких механизмов защиты от таких хищников у них не было.
Небольшая популяция этих птиц обитала на острове Стивенс (Стефенс) вплоть до конца XIX века. К 1895 году все птицы данного вида были истреблены кошками, завезёнными на остров его жителями. Долгое время была распространена легенда, согласно которой весь вид уничтожил один-единственный кот по кличке Тибблс, принадлежавший смотрителю маяка Дэвиду Лайеллу. Это ошибочное мнение распространено и в наше время. В 2004 году были проведены исследования истории острова, которые опровергли эту легенду. В 1882 году на остров заселились три смотрителя со своими семьями. Примерное время появления одичавших кошек на острове — февраль 1884 года. Скорее всего, у жителей острова сбежала беременная кошка, которая и дала начало всей популяции. Смотритель Дэвид Лайелл приручил одного из одичавших котов, который стал приносить ему тушки птиц. Лайелл интересовался естествознанием и предположил, что найденные тушки принадлежат ранее не задокументированному виду. Он передал находку натуралисту Уолтеру Буллеру, который опубликовал описание вида в журнале Ibis. По словам натуралиста Джеймса Гектора, в 1898 году остров уже кишел одичавшими кошками. Смотритель маяка Роберт Кэткарт заявлял, что лично застрелил более ста кошек в 1899 году.

## Описание вида
Маленькие (длина 10 см) с оливково-бурым с пестринами оперением птицы.

## Схожие виды
Самая маленькая из современных нелетающих птиц — тристанский пастушок — обитает в южной части Атлантического океана на острове площадью чуть более 10 км² под названием Инаксессибл, где полностью отсутствуют хищные животные. Существуют опасения, что хищники могут быть случайно завезены туда человеком, и тогда они моментально уничтожат этот вид, так же, как случилось и со стефенским кустарниковым крапивником.